# Dimorphotheca
Dimorphotheca es un género de plantas fanerógamas de la familia Asteraceae. Comprende 49 especies descritas y solo 21 aceptadas.

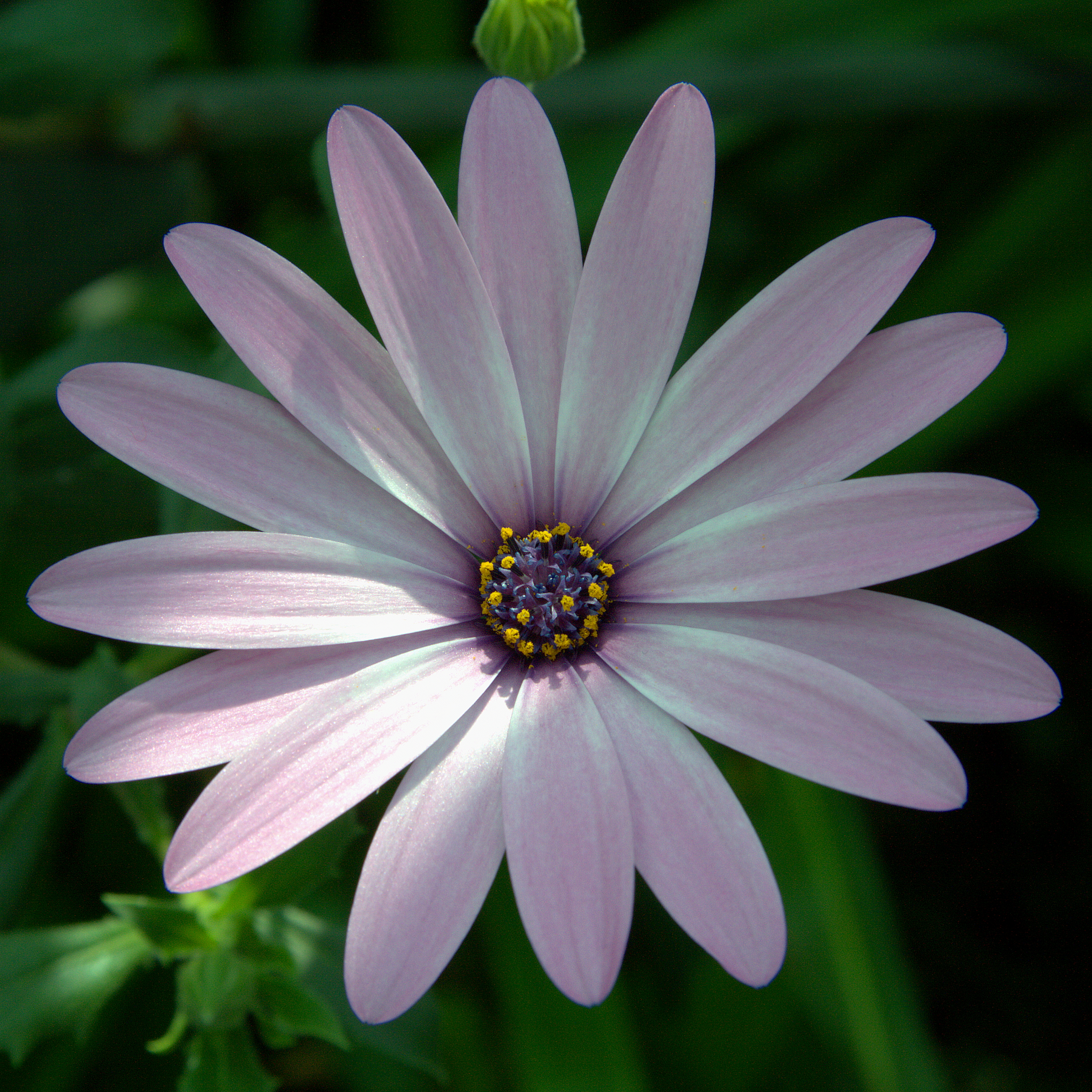
Dimorphotheca jucunda

Se encuentran en el sur de África. Algunas especies pueden hibridarse con Osteospermum, y sus cruces se venden como planta ornamental cultivada.  Las plantas de este género por lo general tienen flores bisexuales.

## Taxonomía
El género fue descrito por Conrad Moench y publicado en Methodus Plantas Horti Botanici et Agri Marburgensis : a staminum situ describendi 585–586. 1794.
Etimología
Dimorphotheca: nombre genérico que viene del griego "dis" "morphe" y "theka", que significa "la fruta en forma de dos", refiriéndose al dimorfismo de las asteráceas, un rasgo inherente a los miembros de las Calenduleae.

## Especies seleccionadas
A continuación se brinda un listado de las especies del género Dimorphotheca aceptadas hasta junio de 2012, ordenadas alfabéticamente. Para cada una se indica el nombre binomial seguido del autor, abreviado según las convenciones y usos.
- Dimorphotheca acutifolia Hutch.
- Dimorphotheca barberae Harv.
- Dimorphotheca caulescens Harv.
- Dimorphotheca chrysanthemifolia (Vent.) DC.
- Dimorphotheca cuneata (Thunb.) DC.
- Dimorphotheca dregei DC.
- Dimorphotheca ecklonis DC.
- Dimorphotheca fruticosa (L.) DC.
- Dimorphotheca jucunda E.Phillips
- Dimorphotheca montana Norl.
- Dimorphotheca nudicaulis (L.) DC.
- Dimorphotheca pluvialis (L.) Moench
- Dimorphotheca polyptera DC.
- Dimorphotheca pulvinalis
- Dimorphotheca sinuata DC.
- Dimorphotheca spectabilis Schltr.
- Dimorphotheca tragus (Aiton) B.Nord.
- Dimorphotheca turicensis Thell.
- Dimorphotheca venusta (Norl.) Norl.
- Dimorphotheca walliana (Norl.) B.Nord.
- Dimorphotheca zeyheri Sond.